# The Eight Hundred
The Eight Hundred (en idioma chino: 八佰) es una película china del año 2020 dirigida y coescrita por Guan Hu. Protagonizada por Huang Zhizhong, Oho Ou, Jiang Wu, Zhang Yi, Wang Qianyuan, Du Chun, Vision Wei, Li Chen, Yu Haoming, Tang Yixin y Zheng Kai, la cinta relata la historia de la defensa de los almacenes Sihang en 1937 durante la Batalla de Shanghái en el marco de la Segunda guerra chino-japonesa.
Su estreno, planeado para julio de 2019, fue retrasado hasta el 21 de agosto de 2020 a nivel nacional debido a algunos inconvenientes. El filme se convirtió en un éxito de crítica y comercial en el país asiático, recaudando más de 468 millones de dólares en la taquilla nacional e internacional y convirtiéndose en la película de mayor recaudación del año, superando a producciones como My People, My Homeland, Bad Boys for Life, Tenet y Sonic the Hedgehog.

## Argumento
Durante los primeros días de la Segunda guerra chino-japonesa, y en mayor escala la Segunda Guerra Mundial, el Ejército Imperial Japonés invadió Shanghái, que se conoció como la Batalla de Shanghái. Después de contener a los japoneses durante más de 3 meses y sufrir grandes pérdidas, el ejército chino se vio obligado a retirarse debido al peligro de ser rodeado. El teniente coronel Xie Jinyuan del 524° Regimiento de la 88° División del Ejército Nacional Revolucionario, equipado con armamento alemán 

## Reparto
- Huang Zhizhong es Lao Hulu
- Zhang Junyi es Xiao Hubei
- Oho Ou es Duan Wu
- Du Chun es Xie Jinyuan
- Zhang Cheng es Lei Xiong
- Wang Qianyuan es Yang Guai
- Jiang Wu es Lao Tie
- Zhang Yi es Lao Suanpan
- Zhang Youhao es Xiao Qiyue
- Vision Wei es Zhu Shengzhong
- Tang Yixin es Yang Huimin
- Li Jiuxiao es Dao Zi.
- Xu Jiawen es Eva
- Yu Kailei es Luo Yang Chan
- Xin Baiqing es Fang Xingwen
- Cao Weiyu es Yu Hongjun
- Liu Xiaoqing es Rong
- Yao Chen es He Xiangning
- Zheng Kai es Chen Shusheng

## Recepción

### Crítica
En el sitio web especializado en reseñas Rotten Tomatoes, la película cuenta con un índice de aprobación del 86% basado en 24 reseñas, con un promedio de 6,63 sobre 10. En Metacritic, una página similar, cuenta con un promedio ponderado de 64 sobre 100, basado en siete reseñas, indicando "críticas generalmente favorables".
La crítica Maggie Lee de Variety describe la película como "monumental, aunque a menudo difícil de digerir". Comparando a The Eight Hundred con el filme estadounidense Dunkerque, afirma que "la saga comparte sentimientos similares de supervivencia, agallas y triunfo en la derrota... también sumerge al público tanto en la intimidad como en la magnitud del brutal espectáculo de la guerra, brindándole al mismo tiempo un lienzo de época asombrosamente presentado".
Cath Clarke de The Guardian elogió el filme, caracterizándolo como "una batalla impresionante y estremecedora del Álamo Chino" y afirmando que "Guan entrega estupendas escenas de batalla y secuencias de combate, editadas al ritmo de relámpago similar a una película de superhéroes... no hay nada que se pueda ahorrar para la vida emocional de los personajes, y es difícil preocuparse mucho por quién vive o muere".
Michael Ordoña de Los Angeles Times criticó el desarrollo de los personajes en la película, afirmando: "Desafortunadamente, The Eight Hundred omite el desarrollo de los personajes, junto con la lógica de muchas elecciones y escenas... Los protagonistas son una colección de desertores y evasores de reclutamiento obligados a ayudar en la defensa de un objetivo".